# یاساگو
یاساگو (به مجاری:  Jászágó) یک منطقهٔ مسکونی در مجارستان است که در ناحیه یاسبرنی واقع شده‌است. یاساگو ۳۶٫۹۳ کیلومتر مربع مساحت و ۷۱۴ نفر جمعیت دارد.

## خواهرخوانده
شهر Heitenried خواهرخواندهٔ یاساگو هست.